# Victor Langellotti
Victor Langellotti (Mónaco, 7 de junho de 1995) é um ciclista monegasco. Estreiou como profissional com a equipa Burgos-BH em 2018.  Com Antoine Berlin, faz parte os 2 ciclistas monegascos de elevado nível.

## Biografia
Victor Langellotti é os filhos de Umberto Langellotti, presidente da Federação Monegasca de Ciclismo e membro do União Europeia de ciclismo.

### Começos e corrida nas amadoras
Primeiramente futebolista, pratica depois o atletismo durante cinco anos, antes de começar o ciclismo.
Bem escalador, revela-se nos juniores em 2013 terminando nono do Campeonato da França de Ciclismo em Estrada e decimo-sétimo do campeonato do mundo juniores. Em 2017, obtém uma medalha de prata no contrarrelógio às Jogos dos pequenos Estados da Europa. Distingue-se no mês de julho tomando o terceiro lugar do prólogo da Giro do Vale de Aosta, prova farol para os corredores de menos de 23 anos.

## Palmarés
- 2013
  - Grande Prêmio de Puyloubier
- 2017
  -  Medalha de prata do contrarrelógio nos Jogos dos pequenos Estados da Europa

## Equipas
- Burgos-BH (2018-2021)